# Pfund-Serie

Termschema des Wasserstoffatoms

Als Pfund-Serie wird diejenige Folge von Spektrallinien im Spektrum des Wasserstoffatoms bezeichnet, deren unteres Energieniveau in der O-Schale liegt.
Weitere Serien sind die Lyman-, Balmer- (vgl. auch Ausführungen dort), Brackett-, Paschen- und die Humphreys-Serie.

## Spektrum
Die Spektrallinien der Pfund-Serie liegen allesamt im infraroten Bereich des Lichts. Sie wurden im Jahr 1924 von dem amerikanischen Physiker August Herman Pfund (1879–1949) entdeckt.

## Mathematische Beschreibung
Die Wellenzahlen der Spektrallinien sind durch die Formel
{\displaystyle {\tilde {\nu }}=R_{\infty }\left({1 \over 5^{2}}-{1 \over n^{2}}\right)}
gegeben, wobei
{\displaystyle R_{\infty }=1{,}0973731534\cdot 10^{7}\,{\mathrm {m^{-1}} }}
die Rydberg-Konstante ist und n für eine ganze Zahl größer als 5 steht.
Aus der Wellenzahl lässt sich durch die Beziehung
{\displaystyle \lambda ={\frac {1}{\tilde {\nu }}}}
die Wellenlänge berechnen. Aus
{\displaystyle E={\tilde {\nu }}\cdot c\cdot h}
ergibt sich die Energie des entsprechenden Photons.